# Тихаев, Расул Магомедович
Расул Магомедович Тихаев (16 марта 1991, Новгород, РСФСР, СССР) — российский, а затем белорусский борец вольного стиля.

## Спортивная карьера
Расул Тихаев начал заниматься спортивной борьбой в СШОР №4 Великого Новгорода у тренеров Андрея Дмитриева и Махмуда Гаджиева, где выполнил норматив кандидата в мастера спорта. В 2008 году он поступил в Калининградское училище олимпийского резерва, где под руководством тренеров Олега Сугако и Вадима Ушакова выполнил норматив мастера спорта. В августе 2011 года на международном турнире в польском Познани завоевал бронзовую медаль, одолев в 1/4 финала призёра Олимпиады в Пекине Кирила Терзиева из Болгарии. С 2013 года спортсмен живет и тренируется в Минске. В январе 2020 года стал чемпионом Белоруссии. В феврале 2020 года стал бронзовым призёром чемпионата Европы в Риме.

## Личная жизнь
Мать: Кузнецова Любовь Валерьевна — русская, отец: Тихаев Магомед — аварец, выходец из Чародинского района Дагестана. Отец был мастером спорта по вольной борьбе и привёл своего пасынка Александра в борцовский зал, который в свою очередь привёл Расула, отец умер в 2005 году. Старший брат по матери: Александр Яковлев — боец смешанных единоборств.

## Спортивные результаты
- Чемпионат Белоруссии по вольной борьбе 2018 — ;
- Чемпионат Белоруссии по вольной борьбе 2020 — ;
- Чемпионат Европы по борьбе 2020 — ;
- Чемпионат Белоруссии по борьбе 2023 — ;
- Чемпионат Белоруссии по борьбе 2024 — ;